# Klasse2000
Klasse2000 ist ein Unterrichtsprogramm zur Gesundheitsförderung, Sucht- und Gewaltprävention an deutschen Grund- und Förderschulen. Träger ist der gemeinnützige Verein Programm Klasse2000 e.V. mit Sitz in Nürnberg.

## Hintergründe
Entwickelt wurde Klasse2000 1991 von Medizinern und Pädagogen am Klinikum Nürnberg. Dabei wurde auf Forschungsergebnisse und Theorien aus Bereichen wie Entwicklungspsychologie, Resilienz, Lerntheorie oder Selbstmanagement zurückgegriffen, während Theorien aus der Gewaltprävention nur eine untergeordnete Rolle spielten.
Ausgehend von Bayern startete Klasse2000 im Jahr 1991 mit 234 Klassen und breitete sich bundesweit aus. Inzwischen ist das Programm in allen Bundesländern vertreten. Im Schuljahr 2019/20 erreichte das Programm deutschlandweit 3.933 Schulen mit 22.500 Klassen und 505.071 Kindern. Das waren 16 % aller Grundschulklassen in Deutschland. Seit dem Start des Programms im Jahr 1991 wurden über 1,8 Millionen Kinder erreicht. Das Programm wird seit 2003 von einem gemeinnützigen Verein getragen und finanziert sich über Spenden und Fördergelder, meist in Form von Patenschaften (220 Euro pro Klasse und Schuljahr). Seit 2005 trägt der Verein Programm Klasse 2000 e.V. das Spendensiegel des Deutschen Zentralinstituts für Soziale Fragen. Der eingetragene Verein ist Unterzeichner der Initiative Transparente Zivilgesellschaft.

## Inhalte
Klasse2000 begleitet die Kinder von Klasse eins bis vier. Gemeinsam mit der Symbolfigur KLARO lernen die Kinder spielerisch folgende Themenbereiche kennen:
- Gesund essen & trinken
- Bewegen & entspannen
- Sich selbst mögen & Freunde haben
- Probleme & Konflikte lösen
- Kritisch denken & Nein-Sagen können

Die Inhalte werden den Schülern im Rahmen des regulären Unterrichtes vermittelt, dabei werden ca. neun bis 13 Einheiten je Schuljahr von den Lehrkräften und zwei bis drei weitere Einheiten durch speziell geschulte so genannte Klasse2000-Gesundheitsförderer erbracht. Eine gesonderte Schulung der Lehrkräfte erfolgt nicht, ihnen wird umfangreiches Material zur Verfügung gestellt und sie arbeiten eng mit einem Gesundheitsförderer zusammen. Teilnehmende Klassen erhalten jährlich ein Materialpaket mit Lehrer- und Schülerheften, Elternzeitungen, Postern, CDs und anderen Materialien. In den Einheiten sollen den Schülern eine positive Einstellung zu Körper und Gesundheit, Wissen um gesunde Ernährung, Bewegung und Entspannung, sowie Kompetenzen im Bereich der Konfliktlösung vermittelt werden. Zu den zentralen Aspekten zählt zudem die kritische Auseinandersetzung mit Alkohol, Tabak und Werbung.

## Wirkung
Einer 2012 vom Institut für Therapie- und Gesundheitsforschung in Kiel (IFT-Nord) veröffentlichten Wirksamkeitsstudie für Hessen zufolge erzielt das Programm langfristige Effekte auf den Konsum Jugendlicher von Alkohol und Zigaretten. Am Ende der 7. Klasse rauchen die ehemaligen Klasse2000-Kinder seltener und trinken weniger Alkohol. 7,9 % der Klasse2000-Gruppe haben schon einmal geraucht, bei der Kontrollgruppe waren es 19,7 %. Der Vergleich der Jugendlichen, die schon einmal heimlich Alkohol getrunken haben, zeigt, dass die Klasse2000-Kinder deutlich weniger konsumieren als die Kontrollgruppe. Sie waren seltener schon einmal betrunken und ihr regelmäßiger Alkoholkonsum liegt deutlich unter dem der Kontrollgruppe. Eine Studie der Universität Bielefeld untersuchte von 2013–15 Klasse2000-Kinder und eine Kontrollgruppe von Klasse 1–3 (randomisierte Studie). Schwerpunkt der Befragungen von Kindern, Eltern und Lehrkräften war das Ernährungs- und Bewegungsverhalten der Kinder. Verglichen wurde, ob Einstellungen, Wissen und Verhalten sich zwischen der 1. und 3. Klasse verbesserten, verschlechterten oder stabil blieben. Bei den Kriterien gesunder Ernährung "5 Portionen Obst und Gemüse pro Tag" und "maximal eine Portion Süßigkeiten pro Tag" gab es in der Kontrollgruppe größere Verschlechterungen als bei den Klasse2000-Kindern. Der Konsum von Fastfood, Süßigkeiten und Softdrinks stieg in der Kontrollgruppe stärker. Auch beim Bewegungsverhalten gab es einen Effekt: Kinder der Kontrollgruppe wechselten häufiger zu einem passiven Schulweg (z. B. mit dem Auto) als die Klasse2000-Kinder.
Klasse2000 wird laufend evaluiert, um Erkenntnisse über die Durchführung und die Wirksamkeit des Programms zu erhalten. In jedem Schuljahr erhalten Lehrkräfte, Schüler, Eltern oder Gesundheitsförderer Fragebögen über ihre Erfahrungen und ihre Zufriedenheit mit Klasse2000. Auf dieser Basis werden Konzept und Unterrichtsstunden laufend aktualisiert und angepasst.